# ハンバル学派
ハンバル学派（はんばるがくは、アラビア語: المذهب الحنبلي al-Madhhab al-Ḥanbalī）はスンナ派におけるフィクフつまりイスラーム法学の学派(マズハブ)の一つ。ハンバリー法学派とも表記される。この法学派はアフマド・イブン・ハンバル(855年没)を起源とするが実質的には彼の弟子たちによって始められた。ハンバル法学は非常に厳格・保守的で、特に教義や儀式に関する問題を扱う。ハンバル学派は主にサウジアラビアで流行しているが、近年では英語圏の人々に教える授業や教科書によって西方諸国でも復活しつつある。イスラームの聖地であるマッカとマディーナでもおもな法学派である。

## 原理

### 神の属性
アフマド・イブン・ハンバルは神の属性や神学上の問題に関して、ジャフム・ブン・サフワーンを始祖とするジャフム派（al-Jahmiyya）やムウタズィラ派の説を論駁・否定した。特にハンバルは両派がクルアーンで描写されている神の属性や別称、擬人的表現の問題について否定的な主張を展開していたが、イブン・ハンバルはクルアーンに述べられていることを字義通り解釈することの重要性を強調し、これらの主張に反駁を繰り返している。以下はイブン・ハンバルによるジャフム派やムウタズィラ派に対する論駁点を見ながらハンバル派の主要な神学的見解を述べる。
イブン・ハンバルによれば、ムウタズィラ派もイスラーム初期の分派で神の予定説や属性・擬人表現を極端に排斥していたジャフム派もいずれも永遠性を考慮せずに神について考察しているという点で誤っている、という。クルアーンや預言者の伝承（ハディース）で言及されているように神は数多くの属性と名前を持ち、しかも神は一つであるとハンバルは信じていた。それゆえジャフム派やムウタズィラ派はタウヒードを理解していないとイブン・ハンバルは断言した。イブン・ハンバルが述べるには、「スンナとジャマーアの民（ أهل السنّة و الجماعة ahl al-sunna wa al-jamā`a）」、つまり「預言者ムハンマドの慣行（スンナ）とその正統なる共同体（ジャマーア）を護持する人々」、すなわち「スンナ派」を奉じる信徒とは、神はその権能と光輝とともに永遠であり、彼は永遠性を語り、知り、かつ創造する存在であると信じる者である、という。

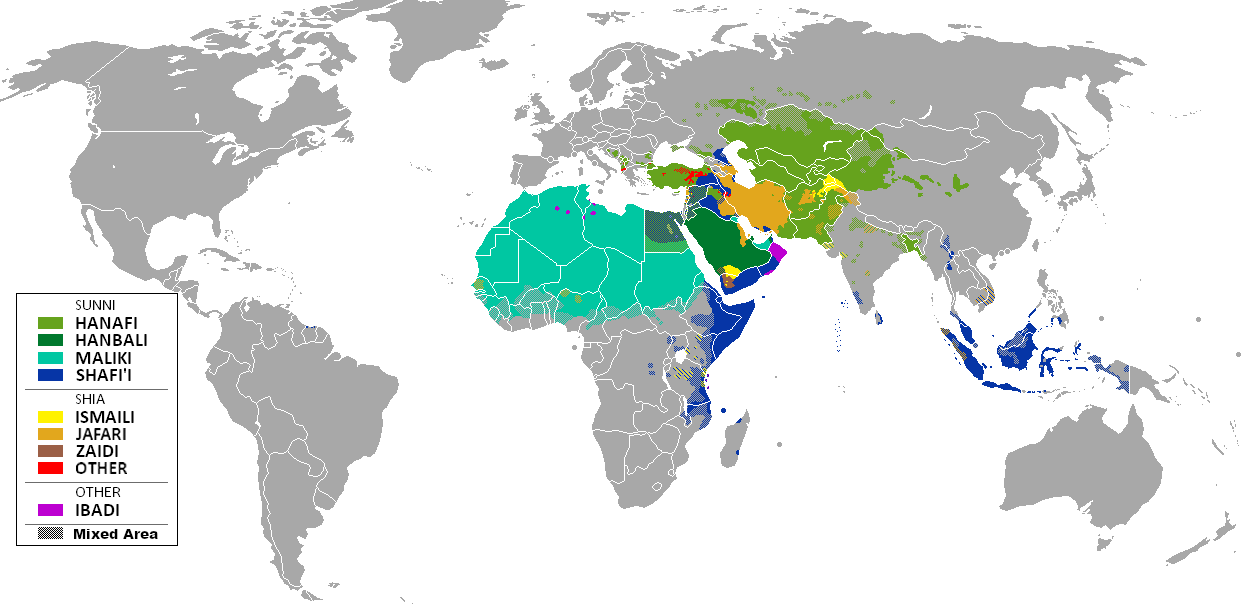
世界のムスリム分布図。ハンバル学派はサウジアラビアで有力である。

### 永遠なものの消滅
永遠とは神であり神は一つであるために神の他には永遠なものは存在しない、というジャフム派やムウタズィラ派の説にイブン・ハンバルは反対した。地獄と天国は神が永遠であるようにしたので永遠だとイブン・ハンバルは考えていた（つまり永遠性の根源は神にあり、被造物の永遠性は神からの付与によってはじめて成立する）。

### 見神
この世では神を直接見る事は不可能とされていたが、天国の人々は神からの恩典によって神を直接見ることができ、神は彼らに自分を最もたたえるようにさせたとイブン・ハンバルは信じた。しかしイブン・ハンバルはこの世界での見神は認めなかった。来世に限って神に愛されたものには見ることができるようになるという。ムウタズィラ派とジャフム派はこの「見神」を天国でのものまで全面的に否定した。

### 神の言葉
神の言葉は永遠であり、神自身が預言者ムーサー（モーセ）に話しかけてムーサーが彼の言葉を聞き、神がムーサーと意思疎通した際には神は自分の言葉を創造しなかったとイブン・ハンバルは信じた。神の発言は属性であり、そして神は永遠であるので、神の全ての属性は同様に永遠である。神はモーセが理解できるように自分の言葉を創造したとジャフム派とムウタズィラ派は考えていた。

### クルアーン
イブン・ハンバルは考えでは、クルアーンは神の言葉であり、神の言葉は創造されたものではないので、クルアーンは創造されたものではなく、そしてクルアーンは神の言葉あるいは発言であり、神の啓示でもあると。対して、ムウタズィラ派やジャフム派は、読んだり触れたりできるクルアーンは他の創造された生物や存在と同じく創造されたものだと考えていた。クルアーンは確かに物であるが、他の物とは違って創造されたものではないとイブン・ハンバルは主張した。クルアーンを地上や天上にいるような神が創造した生物のカテゴリに含めることをイブン・ハンバルは論駁した。他に神が言及していないものが存在するがそれらも神が創造したものである。そういったものの中には神の椅子、玉座、クルアーンの原版でありこの世の全ての運命が記されているという「護持された書板」（ラウフル=マーフズ لوح المحفوظ Lawḥ al-Maḥfūẓ）などがある。それらは地上や天上のように創造された生きものではない。それゆえにイブン・ハンバルはクルアーンは創造されたものではないと力説した。

## 評価
キリスト教神学者であり自身もキリスト教徒である佐藤優は、イスラム過激派の95％以上はハンバル学派の出身である、と批判している。当学派は『コーラン』や『ハディース』に世の中の全てのことが書かれているとして、世の中が一番正しかったのは、ムハンマドが生きていた6世紀の頃であり、時代が経れば経るほど退化するという思想であると述べている。また、ハンバル学派のムスリムが多数を占めるサウジアラビア国家の目的は、「6世紀の当時に世界を変える（戻す）」であると批判している。

## 著名な学説
- ウドゥー - 小さい浄化を無効にする七つの物のうちの一つに「劣情」のために女性に触れることがある[5]。この学説はマーリク学派の意見と同じだが、シャーフィイー学派は無条件に女性に触れるとウードゥーを破ることになるというもので、一方ハナフィー学派の意見は女性に触れただけではウードゥーを破ることにはならないというものであった。
- アル=カイヤム – ハナフィー学派と同様に祈りの行程のうち立っているときには手を臍の下に置くというもので[5]、他の学派は選択、つまり臍のところか胸の前かを選ぶ。
- ルクーウ – シャーフィイー学派と同様に、ラクア（複数形ルクーウ）に行く前とラクアを立つときは手を上げる(ラファ・アル=ヤダイン[5]。) ラクアの後に立つときには、人はその前と同様に手を後ろ手にしておくことを選ぶ[6]。他の学派は手を体側におくべきだと言っている。
- タシャッフド –  指は「アッラー」の名を上げて動かないでいるべきである[5][7][8]。
- タスリーム – 本学派ではなされるべきだとされている[9]。
- サラート=ウル=ウィトル – ハンバル学派では二つのラクアトを連続して祈り、タスリームを行い、そして一方のラクアトが完了する。ドゥア・クヌートはウィトルの際にルクが終わってから唱えられ、ドゥアの際手は上げられる[9]。

## ハンバル学派のウラマーの一覧
- アル=ハサン・イブン・アリー・バルバハーリー (d. 329A.H.)
- イブン・アキール (d. 488A.H.) – 彼らの階級のうちでは今まで存在した最も賢いハンバル学派法学者の一人
- アブド・アルカーディル・アルジーラーニー (d. 561A.H.) ハンバル学派の神学者、偉大な伝道者
- アブー=アル=ファラジュ・イブン・アル=ジャウズィー (d. 597A.H.) 有名な法学者、注釈家、批評家、伝道者、多産な作家で、ほぼ全ての分野の文書を書いた。
- ハマド・アル=ハッラーニー (d. 598A.H.) 法学者、批評家、伝道者でサラディン治下のアレクサンドリアに住んだ
- アブド・アル=ガーニー・マクディースィー (d. 600A.H.) ダマスクス出身でイブン・クダマーの甥の傑出したイジュティハードムジュティハード
- イブン・クダーマ (d. 620A.H.)主なハンバル学派の権威の一人で、法学的背景をもつすべての研究者の間で有名になった深い内容を持つ大部の法律書『アル=ムグニー』の著者
- イブン・タイミーヤ (d. 728A.H.) – イスラーム史でよく知られた人物、全イスラーム科学に対する専門的知識を持つことで得た敵味方によって知られている
- イブン・アル=カイイム・ジャウズィーヤ (d. 751A.H.) – イブン・タイミーヤの最も親しい仲間・弟子で、イブン・タイミーヤは自分が砦で死ぬまで彼と辛い時も楽しいときも時間を共有した。
- イブン・ラジャブ (d. 795A.H.) – 傑出した法学者、伝統主義者、禁欲主義者、伝道者で、何冊かの重要な本を書いているがそれらは概して伝統を集めた本に対する注釈であった。
- ムハンマド・アブドゥル=ワッハーブ
- イブン・フマイド (d. 1295A.H.) – ハンバル学派の法学者、伝統主義者、歴史家
- イブン・サアディー (d. 1376A.H.) – 傑出した法学者、解釈者、文法家で詩に強い関心を寄せた
- ムハンマド・イブン・ウサイミーン (d. 1421A.H.) – 主導的な法学者、文法家、言語学者、有名な伝道者